# Peter Bosch (geoloog)
Peter Bosch, afgekort: P.W. Bosch (1942/1943 - 2001), was een Nederlands geoloog.

## Biografie
Bosch was werkzaam bij het Geologisch Bureau in Heerlen waar hij werkzaam was op de afdeling Kartering, alwaar hij een collega was van geoloog Werner Felder. Bosch had de opdracht om onderzoek te doen naar de kartering van Maasterrassen, het doen van grindgesteente-onderzoek en het houden van grindtellingen. Eveneens ondersteunde hij Felder bij excursies en lezingen. Ook was Bosch lid van de Nederlandse Geologische Vereniging Afdeling Limburg, alwaar hij 15 jaar lang secretaris was.
Sinds 1967 gaf Bosch tal van lezingen, waarvan zijn eerste ging over Maasgrindterrassen. Tevens heeft Bosch vele geologische artikelen geschreven en verschillende publicaties uitgebracht.
In 1971 werd door Werner Felder en Peter Bosch een grote hoeveelheid door mensen bewerkte vuurstenen gevonden in Valkenburg. (Tientallen jaren later zouden de vuursteenmijnen van Valkenburg pas ontdekt worden.)
In de tijd dat Bosch bij het Geologisch Bureau werkte, nam hij vanuit het Bureau samen met Werner Felder deel aan de Internationale Krijtcommissie, evenals zijn broer Sjeuf Felder die werkzaam was vanuit het Natuurhistorisch Museum Maastricht.
In juni 1964 begon de Werkgroep voor het Onderzoek van Prehistorische Vuursteenmijnen van de Nederlandse Geologische Vereniging Afdeling Limburg met de opgravingen in de vuursteenmijnen van Rijckholt in het Savelsbos. Deze opgraving werd uitgevoerd door verschillende leden van de vereniging, waaronder Bosch en de beide broers Werner en Sjeuf Felder, waarbij Werner Felder de dagelijkse projectleiding had en het project stond onder de wetenschappelijke supervisie van Professor Waterbolk van de Universiteit van Groningen. Door de Staatsmijnen werd er apparatuur ter beschikking gesteld en de leden van de werkgroep gingen als mijnwerkers aan de slag om 50 ton staal aan te brengen en vele kilo's steenmateriaal en vondsten uit de bodem te halen. Het ondergrondse werk zou uiteindelijk acht jaar duren met nog vele jaren onderzoek volgend. Het resultaat was een 140 meter lange gang die dwars door een 6000 jaar oud ondergronds gebied liep van tientallen mijnen, alsmede wereldwijde bekendheid van het onderzoek naar de vuursteenmijnen. Dit resulteerde eveneens in een internationaal vuursteensymposium van vier dagen lang dat eind april 1969 in Maastricht werd gehouden, alsmede nog twee van dergelijke symposia in Maastricht in 1975 en 1979.
In 1969, 1975 en 1979 werden er drie internationale vuursteensymposia gehouden in Maastricht, waarna deze in verschillende andere landen ook werd georganiseerd. In 1983 vond deze plaats in Brighton in Engeland, in 1987 in Bordeaux in Frankrijk, in 1991 in Madrid in Spanje, in 1995 in Krzemionki in Polen en in 1999 in Bochum in Duitsland. Op al deze symposia was Sjeuf Felder de president van het Internationale Vuursteensymposium, maar besloot hiermee te stoppen vanwege zijn gezondheid en droeg het stokje toen over aan Peter Bosch.
In de jaren 1980 publiceerde Bosch samen met Werner Felder de Geologische kaart van Zuid-Limburg en omgeving. Hiervoor waren er tienduizend boringen in de ondergrond nodig en werden er honderden ontsluitingen onderzocht. In de daarop volgende periode werd ook de cd-rom Geologie van Zuid-Limburg en omstreken gepubliceerd samen met Felder, toen ze werkzaam waren voor de Rijks Geologische Dienst.
In 1999 werd er een cd-rom gepubliceerd door de NITG-TNO, in samenwerking met de Stichting Instandhouding Kleine Landschapselementen in Limburg (IKL), van de hand van Bosch en Werner Felder. Daarbij werden er door Bosch vanuit de NITG-TNO de informatieborden ontworpen die geplaatst werden bij de geologische monumenten en werd door de IKL de locaties toegankelijk gemaakt voor het publiek.
Op 9 mei 2001 werd het boek Krijt van Zuid-Limburg gepresenteerd dat geschreven was door Felder en Bosch en werd uitgegeven door NITG-TNO. Het boek beschrijft de gehele lithografische indeling van de kalksteenlagen in Zuid-Limburg en omstreken en is het standaardwerk voor geologen in Zuid-Limburg. Bosch mocht de presentatie echter niet meemaken, hij overleed eerder dat jaar.

## Publicaties (selectie)
- Geologie van Zuid-Limburg en omstreken (cd-rom), P.W. Bosch, W.M. Felder, Rijks Geologische Dienst, 1996
- De prehistorische vuursteenmijnen van Rijckholt (cd-rom), P.W. Bosch, W.M. Felder, 1999[12]
- Geologische monumenten in Zuid-Limburg (cd-rom), P.W. Bosch, W.M. Felder, Nederlands Instituut voor Toegepaste Geowetenschappen TNO, 1999
- Krijt van Zuid-Limburg, serie Geologie van Nederland, W.M. Felder, P.W. Bosch, Nederlands Instituut voor Toegepaste Geowetenschappen TNO, 2000, ISBN 90-6743-710-7

- Nederlandse Thesaurus van Auteursnamen: 069909172
- Virtual International Authority File: 306161825
- WorldCat: E39PBJkhFvvCWY4vJrXhTVQKBP